# أوقستي أندرادي
أوقستي أندرادي (بالفرنسية: Auguste Andrade)‏ هو ملحن ومغني فرنسي، ولد في 12 أغسطس 1793 في Saint-Esprit ‏ في فرنسا، وتوفي في 11 يناير 1843 في باريس في فرنسا.